# Roman de chevalerie
Pour les articles homonymes, voir Romance.
 (octobre 2020).
Si vous disposez d'ouvrages ou d'articles de référence ou si vous connaissez des sites web de qualité traitant du thème abordé ici, merci de compléter l'article en donnant les références utiles à sa vérifiabilité et en les liant à la section « Notes et références ».

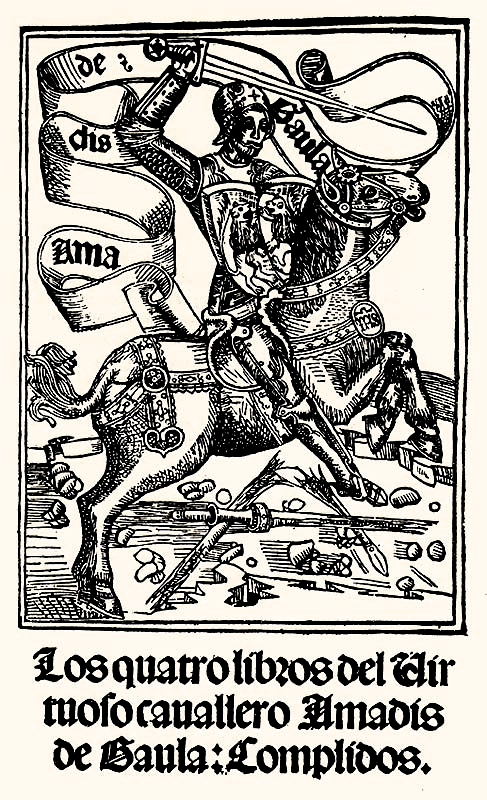
Amadis de Gaule, roman de chevalerie espagnol publié à Saragosse en 1508 - Gravure de Jorge Coci, XVIe siècle

Un roman de chevalerie est une œuvre romanesque, le plus souvent en prose, inspirée ou adaptée des romans courtois et des chansons de geste en vers des XIe et XIIIe siècles.Le roman de chevalerie est un des genres de roman qui a eu le plus de succès à travers les époques. Ce genre de roman se caractérise par le choix d’un personnage principal qui est un chevalier.

## Historique
Le roman de chevalerie est né de la rencontre de la chanson de geste, et de la Fin'amor des cours de langue d'Oc.
Les premiers romans de chevalerie ont été Lancelot, ou le chevalier de la charrette et Yvain ou le Chevalier au lion, tous deux écrits par Chrétien de Troyes au XIIe siècle. En effet, le créateur de la Légende arthurienne peut-être considéré comme l'un des fondateurs du roman de chevalerie. Le genre littéraire a bénéficié d’une grande popularité au XVIe siècle en Italie avec le Roland furieux de L'Arioste, La Jérusalem délivrée du Tasse, ainsi qu'en Espagne et en France (Amadis de Gaule) et au Portugal (Palmerin d'Angleterre).
Le dernier livre du genre est peut-être Policisne de Boecia, publié en 1603. Cependant, beaucoup furent réédités pendant le XVIIe siècle. Les romans de chevalerie de l'époque furent une source d'inspiration pour François Rabelais, notamment dans son œuvre Gargantua, où l'auteur reprend les codes et schémas du genre afin de les parodier.
Le genre littéraire a été pour Miguel de Cervantes l’objet d'une parodie, avec Don Quichotte qui parut pour la première fois en 1605.
Le roman de chevalerie a eu un regain de faveur au XVIIIe siècle, en particulier en France avec les adaptations du comte de Tressan, intitulées Extraits de romans de chevalerie, outre sa nouvelle traduction d'Amadis de Gaule. Ces romans, très en faveur aussi en Angleterre où ils sont appelés « romances », ont inspiré le romantisme, auquel ils ont donné son nom. Il est aussi à l'origine de la mode du néo-gothique et du style troubadour.
Enfin, le roman de chevalerie trouve un héritage au xxe siècle, avec la fantasy, où l'on retrouve le même univers médiéval et surnaturel (magiciens, dragons...), mais dans un monde clairement imaginaire.

## Liste
Exemples médiévaux :
- Romances de Chrétien de Troyes
- Sire Gauvain et le Chevalier vert
- Le Roman de la Rose (Guillaume de Lorris et Jean de Meung)
- Guillaume de Palerne
- Lancelot-Graal
- Le Chevalier à la peau de panthère
- King Horn